# 日野インターチェンジ

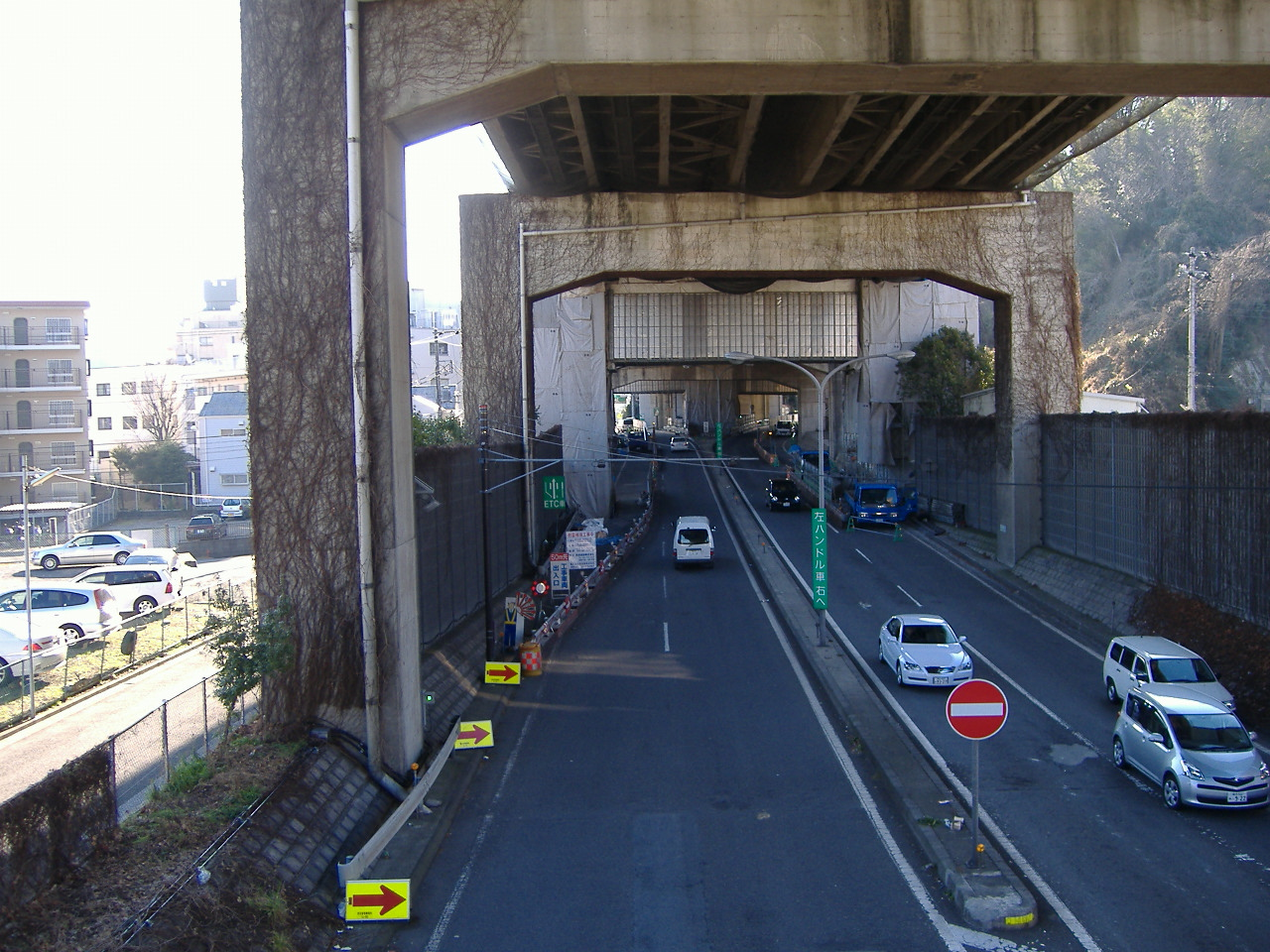
鎌倉街道からの出入路

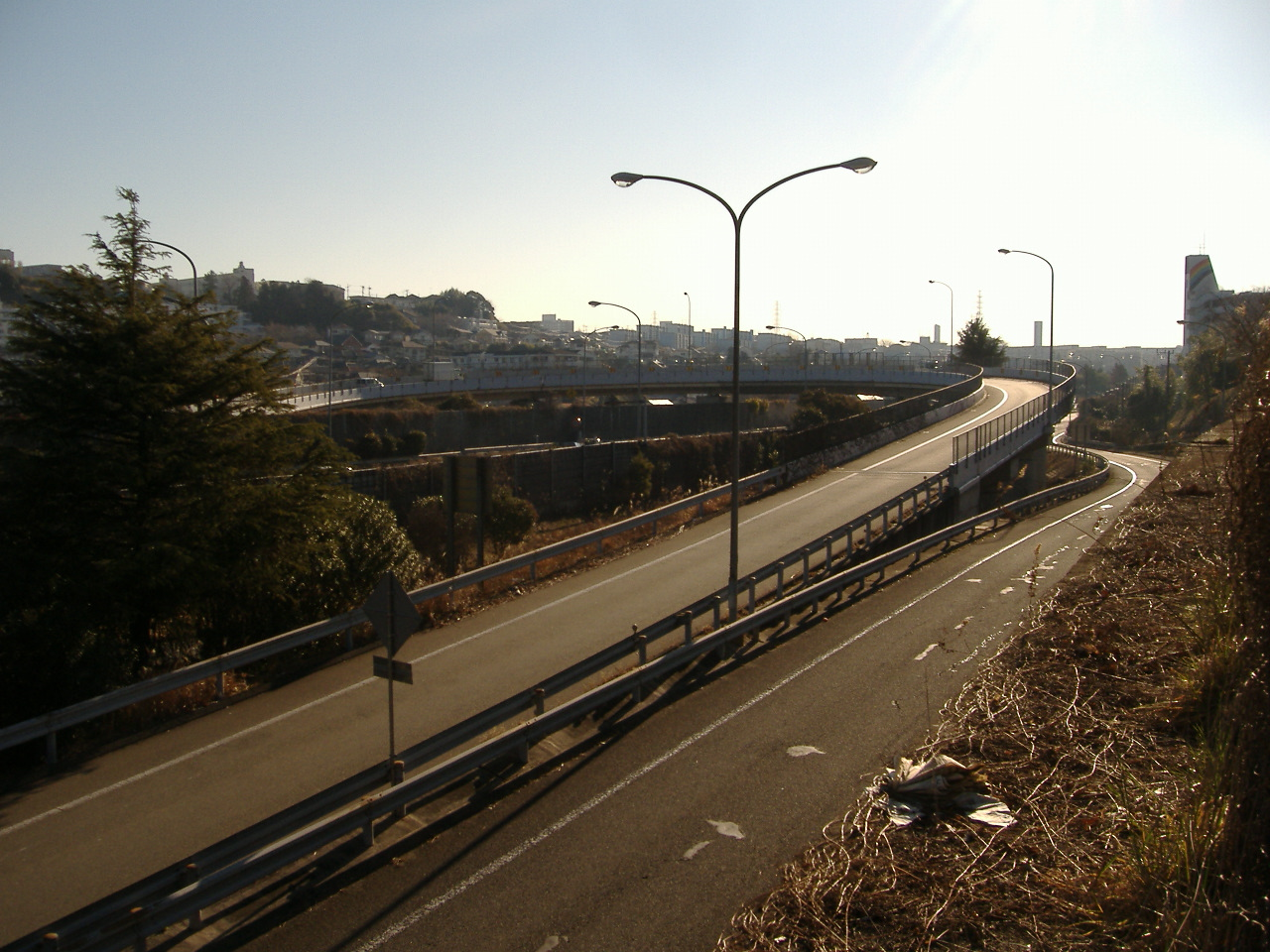
上方のカーブを描く高架は、狩場方面からの出口ランプウェイ

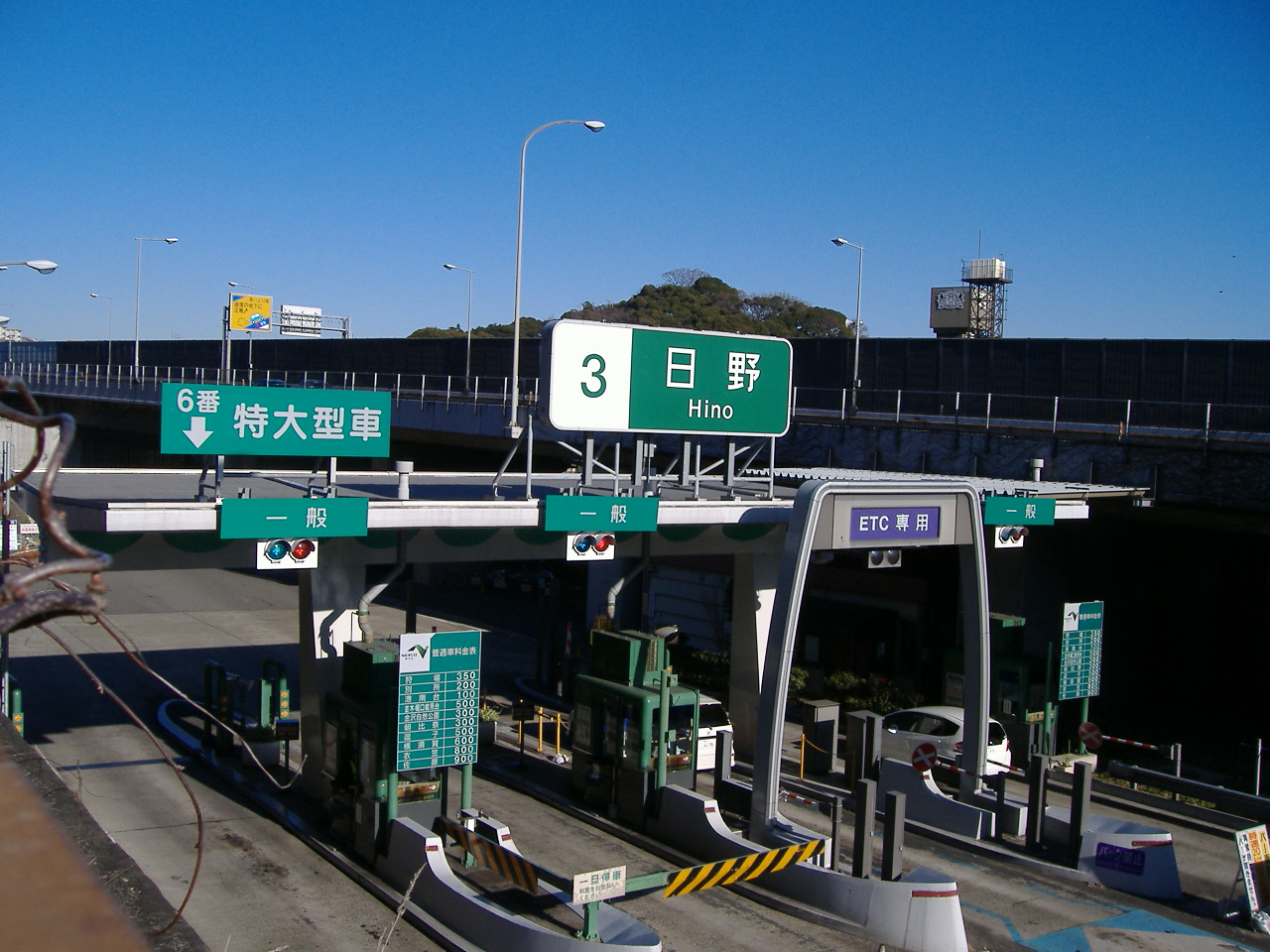
出口料金所

日野インターチェンジ（ひのインターチェンジ）は、神奈川県横浜市港南区日野中央2丁目にある、横浜横須賀道路のインターチェンジである。
ここから県道21号（鎌倉街道）を北へ向かうと上大岡方面へ、南へ向かうと港南台駅や鎌倉市方面へ至る。
鎌倉街道の出入路は横須賀側の本線高架下にあり、狩場IC方面とを行き来する際は、ランプウェイで180度向きを変える構造になっている。

## 道路
- E16 横浜横須賀道路 (3番)
- 神奈川県道21号横浜鎌倉線（鎌倉街道）
  - ICを出て右折：横浜市道環状2号・上大岡駅・磯子･新横浜･横浜新道方面
  - ICを出て左折：公田・鎌倉・港南台･大船方面

## 料金所
ブース数：7

### 入口
- ブース数：3
  - ETC専用：1(中央レーン)
  - ETC/一般：1(右レーン)
  - 一般：1(左レーン)

### 出口
- ブース数：4
  - ETC専用：2
  - 一般：2

## 歴史
- 1979年（昭和54年）12月6日 : 当IC-朝比奈IC間の開通に伴い、国道16号南横浜バイパスのICとして部分供用。
- 1980年（昭和55年）9月9日 : 路線名が改称され、横浜横須賀道路のICになる。
- 1981年（昭和56年）3月31日 : 狩場IC-当IC間開通に伴い全面供用。

## 周辺
- 駅
  - JR根岸線港南台駅
  - 横浜市営地下鉄ブルーライン港南中央駅
- 施設
  - 日野公園墓地
  - 日野中央公園
  - 春日神社
  - おふろの王様港南台店
  - ドン・キホーテ日野インター店
- 教育機関
  - 横浜市立日野小学校
  - 横浜市立日野南中学校
  - 神奈川県立横浜南陵高等学校
- 自然
  - 日野川

## 隣
E16 横浜横須賀道路
(2)別所IC - (3)日野IC - (4)港南台IC